# John Potter
John Paul Potter (Dunfermline, 15 december 1979) is een Schotse voetballer (verdediger) die sinds 2011 voor de Schotse eersteklasser Dunfermline Athletic FC uitkomt. Voordien speelde hij onder meer voor Celtic FC en St. Mirren FC.